# Sân vận động Thiên niên kỷ
Sân vận động Thiên niên kỷ (tiếng Wales: Stadiwm y Mileniwm), được biết đến từ năm 2016 với tên gọi Sân vận động Principality (tiếng Wales: Stadiwm Principality) vì lý do tài trợ, là sân vận động quốc gia của Wales, nằm tại Cardiff. Đây là sân nhà của đội tuyển rugby union quốc gia Wales và cũng đã tổ chức các trận đấu của đội tuyển bóng đá quốc gia Wales. Sân ban đầu được xây dựng để tổ chức Giải vô địch bóng bầu dục thế giới 1999, sau này sân cũng đã tổ chức rất nhiều sự kiện lớn khác, như buổi hòa nhạc Tsunami Relief Cardiff, Super Special Stage thuộc Wales Rally Great Britain, Speedway Grand Prix of Great Britain và các buổi hòa nhạc khác. Sân cũng tổ chức các trận chung kết Cúp FA, League Cup và các trận đấu play-off Football League trong khi Sân vận động Wembley đang được tái phát triển từ năm 2001 đến 2006, cũng như các trận đấu bóng đá trong Thế vận hội Mùa hè 2012.
Sân vận động thuộc sở hữu của Millennium Stadium plc, một công ty con của Liên đoàn rugby union Wales (WRU). Kiến trúc sư của sân vận động là Bligh Lobb Sports Architecture. Kỹ sư kết cấu là WS Atkins và nhà thầu xây dựng là Laing. Tổng chi phí xây dựng của sân vận động là 121 triệu bảng Anh, trong đó Ủy ban Thiên niên kỷ tài trợ 46 triệu bảng Anh.
Sân vận động Thiên niên kỷ được khánh thành vào tháng 6 năm 1999 và sự kiện lớn đầu tiên của sân là trận đấu rugby union quốc tế vào ngày 26 tháng 6 năm 1999, khi Wales đánh bại Nam Phi 29–19 trong một trận đấu test trước sự chứng kiến của 29.000 khán giả. Với tổng sức chứa 73.931 chỗ ngồi, đây là sân vận động lớn thứ ba trong Six Nations Championship sau Stade de France và Twickenham. Đây cũng là sân vận động có mái che có thể thu vào lớn thứ hai thể giới và là sân vận động thứ hai ở châu Âu có tính năng này. Được UEFA xếp vào danh sách sân vận động loại 4, sân vận động này đã được chọn làm địa điểm cho trận chung kết UEFA Champions League 2017, diễn ra vào ngày 3 tháng 6 năm 2017. Vào năm 2015, Liên đoàn rugby union Wales đã công bố một thỏa thuận tài trợ 10 năm với Principality Building Society. Theo đó, sân vận động được đổi tên thành "Sân vận động Principality" từ đầu năm 2016.